# Orotches
Ne doit pas être confondu avec Oroks.
Cet article concerne le peuple orotche. Pour la langue orotche, voir Orotche.
Les Orotches sont un peuple de Sibérie.

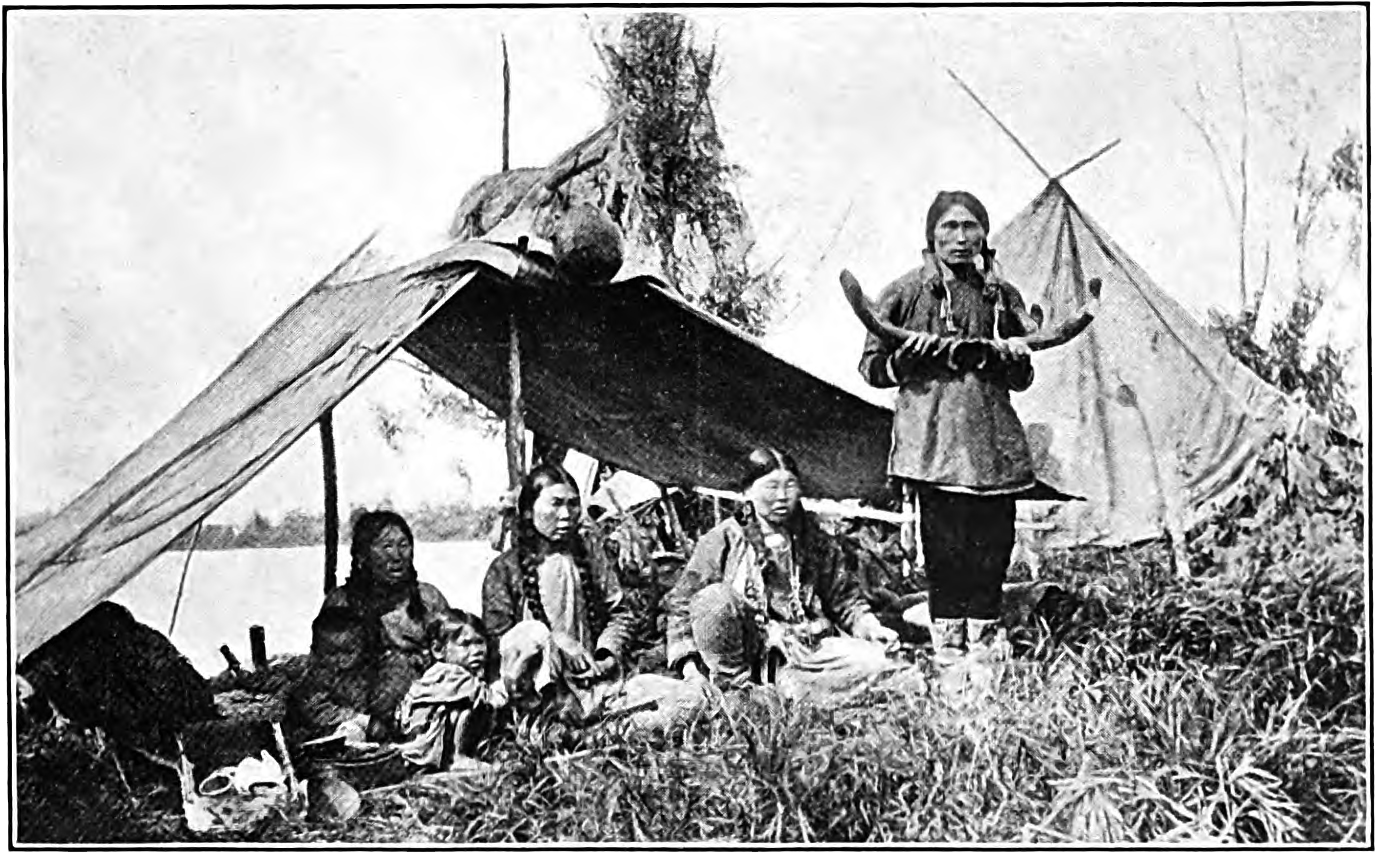
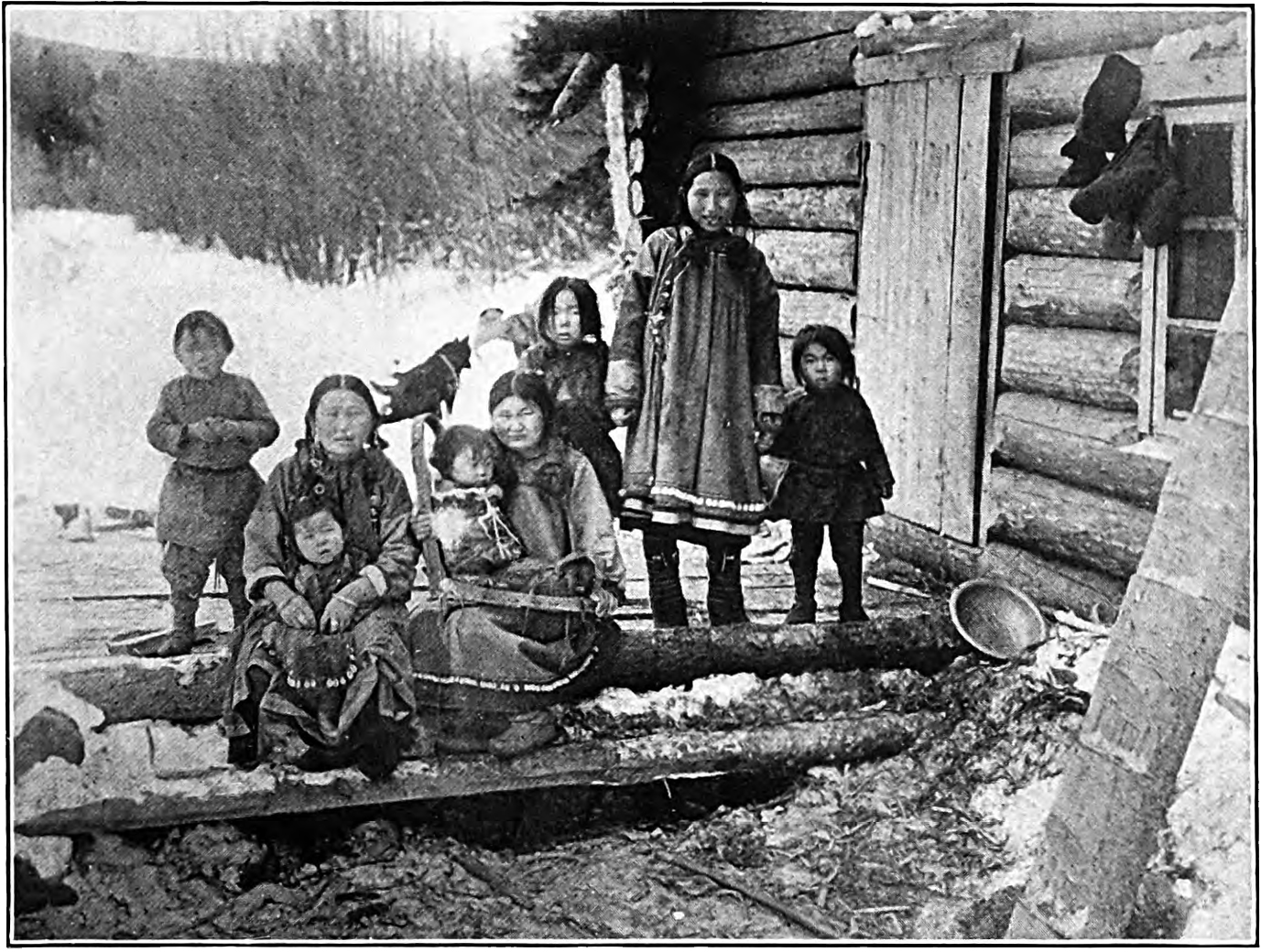
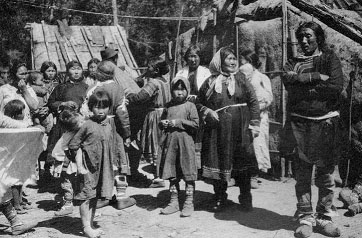

1. ↑  Cédric Gras, L'hiver aux trousses : Voyage en Russie d'Extrême-Orient, Paris, Gallimard, mars 2017, 267 p. (ISBN 978-2-07-046794-5)
« Au XVe siècle, des hommes de Chine, des Djurdjens, des Mandchous, avaient érigé ce modeste symbole de leur civilisation sur les terres ancestrales des tribus nivkhes, orotches et nanaïes. »